# Тишек-Тау
Тишек-Тау (рос. Тишек-Тау) — печера в Башкортостані, Росія. Печера вертикального типу простягання. Загальна протяжність — 46 м. Глибина печери становить 33 м. Категорія складності проходження ходів печери — 1. Печера відноситься до Бельсько-Нугуського району Південної області Західноуральської спелеологічної провінції.